# Ruabhal
Ruabhal – wzniesienie wyspy Hirta na archipelagu St Kilda o wysokości 135 m n.p.m. Od jednej ze stron, wzniesienie jest częścią stromego klifu. Na szczycie znajdują się także, występujące powszechnie na całej wyspie, ruiny starych budynków, które zostały opuszczone podczas ewakuacji Hirty.